# Alfabeto árabe
El alfabeto árabe, también conocido como «alifato» en español (de alif, su primera letra), es la escritura usada en diversas lenguas del mundo, como el árabe, el persa y el urdu. Es el segundo alfabeto más extendido a nivel mundial, solo por detrás del alfabeto latino.
Hay diferentes sistemas estandarizados para romanización del árabe, es decir, adaptar el alfabeto árabe al latino o romano. Por ejemplo, el SATTS (en inglés: Standard Arabic Technical Transliteration System - Sistema de transliteración técnica del árabe estándar) es un sistema empleado para adaptar el alfabeto árabe al latino para angloparlantes adoptado por el Ejército de los Estados Unidos.
El alifato tiene características similares al alfabeto hebreo, en este sentido es un abyad. Esto se refiere al hecho de que las vocales cortas no se transcriben en la mayoría de libros y publicaciones, sino que han de deducirse del contexto. Esta situación se ve aliviada con el hecho de que las lenguas semíticas ponen la mayor parte de su significado en consonantes y vocales largas, que sí son transcritas. Tiene 28 letras básicas, con algunas variantes y diversos signos auxiliares.
La escritura árabe actual data del siglo IV y recibe el nombre de nasji para diferenciarla de la primitiva escritura más redondeada llamada cúfica, de Kufa. Es una escritura ligada y cursiva, más que una sucesión de caracteres individuales. Además de otras consecuencias, esto implica que la forma de la letra está influida por la posición que ocupa en la palabra. Se escribe de derecha a izquierda; no tiene mayúsculas y no se permite la división de la palabra a final de renglón; en cambio, es posible alargar los trazos de unión entre letras tanto como se quiera, a fin de que el texto quede alineado. Las consonantes dobles se indican con un tashdid, (un símbolo parecido a la 'w') sobre la letra en cuestión.
El Corán, el libro más importante del islam, está escrito usando el alfabeto árabe. Además del idioma árabe, hay varias lenguas que usan este mismo alfabeto, entre las cuales se incluyen el urdu y el persa; el turco se escribía con alifato hasta las reformas de Kemal Atatürk en la década de 1920. Este fue reincorporado oficialmente por el gobierno turco de Erdogan en el año 2014, aunque solo para el ámbito religioso. Algunos musulmanes aragoneses y castellanos de los siglos XIV a XVI escribieron obras, principalmente religiosas, en lengua romance con caracteres arábigos (lo que se conoce como literatura aljamiada).
La caligrafía árabe se considera un arte por derecho propio. Dado que el islam suní prohíbe la representación de seres animados, la arquitectura islámica (mezquitas y palacios) suele usar versículos del Corán delicadamente escritos. Un ejemplo es el palacio de la Alhambra de Granada.

## Historia
El alfabeto árabe es una continuación del alfabeto nabateo que era la escritura que usaban los nabateos, un pueblo árabe del norte de Arabia y sur del Levante, para escribir su dialecto del arameo. Como la mayoría de alfabetos, el árabe se remonta al alfabeto fenicio, a través del arameo. 
| Fenicio | Aleph  | Beth | Gimel | Daleth | He   | Waw | Zayin | Heth | Teth | Yodh | Kaph |
| Arameo  |        |      |       |        |      |     |       |      |      |      |      |
| Nabateo |        |      |       |        |      |     |       |      |      |      |      |
| Árabe   | ﺍ      | ٮ    | ح     | د      | ه    | ﻭ   | ر     | ح    | ط    | ى    | ک    |
| Sonido  | ʾ      | b    | g     | d      | h    | w   | z     | ḥ    | ṭ    | y    | k    |
|         |        |      |       |        |      |     |       |      |      |      |      |
| Fenicio | Lamedh | Mem  | Nun   | Samekh | Ayin | Pe  | Sadek | Qoph | Res  | Shin | Taw  |
| Arameo  |        |      |       |        |      |     |       |      |      |      |      |
| Nabateo |        |      |       |        |      |     |       |      |      |      |      |
| Árabe   | ﻝ      | ﻡ    | ں     | —      | ع    | ڡ   | ص     | ٯ    | ﺭ    | س    | ٮ    |
| Sonido  | l      | m    | n     | s      | ʿ    | p   | ṣ     | q    | r    | š    | t    |

## Idiomas que utilizan el alfabeto árabe
Cada una de las lenguas que usan este alfabeto tiene su propia versión, normalmente con letras adicionales.
- Árabe: es el más importante y extendido, oficial en 24 países, 2 dependencias y 4 organizaciones internacionales. No obstante, hay una diferenciación importante entre el árabe clásico o culto, y las distintas formas del árabe dialectal o popular que es la evolución propia del idioma.
- Malayo: oficial en 1 país (Brunéi), y en tres regiones de Malasia.
- Persa: oficial en 2 países.
- Urdu: oficial en 2 países.
- Pastún: oficial en 1 país.
- Kurdo: oficial en 1 país.
- Uigur: oficial en una región autónoma, Xinjiang en China.

### Históricos
- El turco usó este alfabeto desde el siglo XIII hasta las reformas ortográficas impulsadas por el gobierno de Mustafa Kemal Atatürk en la década de 1920. A partir de entonces pasó a usar el alfabeto latino.
- El suajili usó el alfabeto árabe hasta el siglo XVIII. Desde entonces se escribe en alfabeto latino debido a la colonización e influencia europea.
- La aljamía o alyamía es la escritura con caracteres árabes de otros idiomas, y en español se refiere sobre todo a los textos con escritura árabe de lenguas romances de la península ibérica, principalmente entre los siglos XIV y XVI, en las coronas de Castilla y Aragón.
- El Idioma malayo lo usó hasta que el alfabeto latino lo desplazó en uso cotidiano luego de la llegada de colonos europeos, actualmente el alifato en su variante jawi se usa en el ámbito religioso musulmán.

## Letras

### Grafemas y fonemas

#### Caracteres primarios
| Orden | Letra | Unicode General | Formas contextuales | Formas contextuales | Formas contextuales | Formas contextuales | Nombre | Transcripción                                | Valor fonético (IPA)      |
| Orden | Letra | Unicode General | Aislada             | Final               | Media               | Inicial             | Nombre | Transcripción                                | Valor fonético (IPA)      |
| ----- | ----- | --------------- | ------------------- | ------------------- | ------------------- | ------------------- | ------ | -------------------------------------------- | ------------------------- |
| 1     | ﺍ     | 0627 ا          | FE8D ﺍ              | FE8E ﺎ              | —                   | —                   | alif   | a                                            | varios, incluyendo [aː]   |
| 2     | ﺏ     | 0628 ب          | FE8F ﺏ              | FE90 ﺐ              | FE92 ﺒ              | FE91 ﺑ              | bā     | b                                            | [b]                       |
| 3     | ﺕ     | 062A ت          | FE95 ﺕ              | FE96 ﺕ              | FE98 ﺘ              | FE97 ﺗ              | tāʾ    | t                                            | [t]                       |
| 4     | ﺙ     | 062B ث          | FE99 ﺙ              | FE9A ﺚ              | FE9C ﺜ              | FE9B ﺛ              | ṯāʾ    | ṯ                                            | [θ]                       |
| 5     | ﺝ     | 062C ج          | FE9D ﺝ              | FE9E ﺞ              | FEA0 ﺠ              | FE9F ﺟ              | ǧīm    | ǧ, ŷ (en idiomas distintos al castellano, j) | [ʤ]                       |
| 6     | ﺡ     | 062D ح          | FEA1 ﺡ              | FEA2 ﺢ              | FEA4 ﺤ              | FEA3 ﺣ              | ḥāʾ    | ḥ                                            | [ħ]                       |
| 7     | ﺥ     | 062E خ          | FEA5 ﺥ              | FEA6 ﺦ              | FEA8 ﺨ              | FEA7 ﺧ              | ḫāʾ    | ḫ (también ẖ, en castellano a veces j)       | [x]                       |
| 8     | ﺩ     | 062F د          | FEA9 ﺩ              | FEAA ﺪ              | -                   | -                   | dāl    | d                                            | [d]                       |
| 9     | ﺫ     | 0630 ذ          | FEAB ﺫ              | FEAC ﺬ              | -                   | -                   | ḏāl    | ḏ (también ð)                                | [ð]                       |
| 10    | ﺭ     | 0631 ر          | FEAD ﺭ              | FEAE ﺮ              | -                   | -                   | rāʾ    | r                                            | [r]                       |
| 11    | ﺯ     | 0632 ز          | FEAF ﺯ              | FEB0 ﺰ              | -                   | -                   | zāī    | z                                            | [z]                       |
| 12    | ﺱ     | 0633 س          | FEB1 ﺱ              | FEB2 ﺲ              | FEB4 ﺴ              | FEB3 ﺳ              | sīn    | s                                            | [s]                       |
| 13    | ﺵ     | 0634 ش          | FEB5 ﺵ              | FEB6 ﺶ              | FEB8 ﺸ              | FEB7 ﺷ              | šīn    | š                                            | [ʃ]                       |
| 14    | ﺹ     | 0635 ص          | FEB9 ﺹ              | FEBA ﺺ              | FEBC ﺼ              | FEBB ﺻ              | ṣād    | ṣ                                            | [sˁ]                      |
| 15    | ﺽ     | 0636 ض          | FEBD ﺽ              | FEBE ﺾ              | FEC0 ﻀ              | FEBF ﺿ              | ḍād    | ḍ                                            | [dˁ]                      |
| 16    | ﻁ     | 0637 ط          | FEC1 ﻁ              | FEC2 ﻂ              | FEC4 ﻄ              | FEC3 ﻃ              | ṭāʾ    | ṭ                                            | [tˁ]                      |
| 17    | ﻅ     | 0638 ظ          | FEC5 ﻅ              | FEC6 ﻆ              | FEC8 ﻈ              | FEC7 ﻇ              | ẓāʾ    | ẓ                                            | [ðˁ]                      |
| 18    | ﻉ     | 0639 ع          | FEC9 ﻉ              | FECA ﻊ              | FECC ﻌ              | FECB ﻋ              | ʿayn   | ʿ                                            | [ʕ]                       |
| 19    | ﻍ     | 063A غ          | FECD ﻍ              | FECE ﻎ              | FED0 ﻐ              | FECF ﻏ              | ġayn   | ġ                                            | [ɣ]                       |
| 20    | ﻑ     | 0641 ف          | FED1 ﻑ              | FED2 ﻒ              | FED4 ﻔ              | FED3 ﻓ              | fāʾ    | f                                            | [f]                       |
| 21    | ﻕ     | 0642 ق          | FED5 ﻕ              | FED6 ﻖ              | FED8 ﻘ              | FED7 ﻗ              | qāf    | q                                            | [q]                       |
| 22    | ﻙ     | 0643 ك          | FED9 ﻙ              | FEDA ﻚ              | FEDC ﻜ              | FEDB ﻛ              | kāf    | k                                            | [k]                       |
| 23    | ﻝ     | 0644 ل          | FEDD ﻝ              | FEDE ﻞ              | FEE0 ﻠ              | FEDF ﻟ              | lām    | l                                            | [l], ([lˁ] solo en Allah) |
| 24    | ﻡ     | 0645 م          | FEE1 ﻡ              | FEE2 ﻢ              | FEE4 ﻤ              | FEE3 ﻣ              | mīm    | m                                            | [m]                       |
| 25    | ﻥ     | 0646 ن          | FEE5 ﻥ              | FEE6 ﻦ              | FEE8 ﻨ              | FEE7 ﻧ              | nūn    | n                                            | [n]                       |
| 26    | ﻩ     | 0647 ه          | FEE9 ﻩ              | FEEA ﻪ              | FEEC ﻬ              | FEEB ﻫ              | hāʾ    | h                                            | [h]                       |
| 27    | ﻭ     | 0648 و          | FEED ﻭ              | FEEE ﻮ              | -                   | -                   | wāw    | w / ū                                        | [w] / [uː]                |
| 28    | ﻱ     | 064A ي          | FEF1 ﻱ              | FEF2 ﻲ              | FEF4 ﻴ              | FEF3 ﻳ              | yāʾ    | y / ī                                        | [j] / [iː]                |

En el pasado, el alfabeto árabe se estableció con un orden diferente:
| Orden | Letra | Unicode General | Formas contextuales | Formas contextuales | Formas contextuales | Formas contextuales | Nombre | Transcripción                          | Valor fonético (IPA)          |
| Orden | Letra | Unicode General | Aislada             | Final               | Media               | Inicial             | Nombre | Transcripción                          | Valor fonético (IPA)          |
| ----- | ----- | --------------- | ------------------- | ------------------- | ------------------- | ------------------- | ------ | -------------------------------------- | ----------------------------- |
| 1     | ﺍ     | 0627 ا          | FE8D ﺍ              | FE8E ﺎ              | -                   | -                   | alif   | ʾ / ā                                  | varios, incluyendo [aː] / [ʔ] |
| 2     | ﺏ     | 0628 ب          | FE8F ﺏ              | FE90 ﺐ              | FE92 ﺒ              | FE91 ﺑ              | bāʾ    | b                                      | [b]                           |
| 3     | ﺝ     | 062C ج          | FE9D ﺝ              | FE9E ﺞ              | FEA0 ﺠ              | FE9F ﺟ              | ǧīm    | ǧ                                      | [ʤ]                           |
| 4     | ﺩ     | 062F د          | FEA9 ﺩ              | FEAA ﺪ              | -                   | -                   | dāl    | d                                      | [d]                           |
| 5     | ﻩ     | 0647 ه          | FEE9 ﻩ              | FEEA ﻪ              | FEEB\|FEEC\| ﻬ \| ﻫ | FEEB\|FEEC\| ﻬ \| ﻫ | hāʾ    | h                                      | [h]                           |
| 6     | ﻭ     | 0648 و          | FEED ﻭ              | FEEE ﻮ              | -                   | -                   | wāw    | w / ū                                  | [w] / [uː]                    |
| 7     | ﺯ     | 0632 ز          | FEAF ﺯ              | FEB0 ﺰ              | -                   | -                   | zāī    | z                                      | [z]                           |
| 8     | ﺡ     | 062D ح          | FEA1 ﺡ              | FEA2 ﺢ              | FEA4 ﺤ              | FEA3 ﺣ              | ḥāʾ    | ḥ                                      | [ħ]                           |
| 9     | ﻁ     | 0637 ط          | FEC1 ﻁ              | FEC2 ﻂ              | FEC4 ﻄ              | FEC3 ﻃ              | ṭāʾ    | ṭ                                      | [tˁ]                          |
| 10    | ﻱ     | 064A ي          | FEF1 ﻱ              | FEF2 ﻲ              | FEF4 ﻴ              | FEF3 ﻳ              | yāʾ    | y / ī                                  | [j] / [iː]                    |
| 11    | ﻙ     | 0643 ك          | FED9 ﻙ              | FEDA ﻚ              | FEDC ﻜ              | FEDB ﻛ              | kāf    | k                                      | [k]                           |
| 12    | ﻝ     | 0644 ل          | FEDD ﻝ              | FEDE ﻞ              | FEE0 ﻠ              | FEDF ﻟ              | lām    | l                                      | [l], ([lˁ] solo en Allah)     |
| 13    | ﻡ     | 0645 م          | FEE1 ﻡ              | FEE2 ﻢ              | FEE4 ﻤ              | FEE3 ﻣ              | mīm    | m                                      | [m]                           |
| 14    | ﻥ     | 0646 ن          | FEE5 ﻥ              | FEE6 ﻦ              | FEE8 ﻨ              | FEE7 ﻧ              | nūn    | n                                      | [n]                           |
| 15    | ﺱ     | 0633 س          | FEB1 ﺱ              | FEB2 ﺲ              | FEB4 ﺴ              | FEB3 ﺳ              | sīn    | s                                      | [s]                           |
| 16    | ﻉ     | 0639 ع          | FEC9 ﻉ              | FECA ﻊ              | FECC ﻌ              | FECB ﻋ              | ʿayn   | ʿ                                      | [ʕ]                           |
| 17    | ﻑ     | 0641 ف          | FED1 ﻑ              | FED2 ﻒ              | FED4 ﻔ              | FED3 ﻓ              | fāʾ    | f                                      | [f]                           |
| 18    | ﺹ     | 0635 ص          | FEB9 ﺹ              | FEBA ﺺ              | FEBC ﺼ              | FEBB ﺻ              | ṣād    | ṣ                                      | [sˁ]                          |
| 19    | ﻕ     | 0642 ق          | FED5 ﻕ              | FED6 ﻖ              | FED8 ﻘ              | FED7 ﻗ              | qāf    | q                                      | [q]                           |
| 20    | ﺭ     | 0631 ر          | FEAD ﺭ              | FEAE ﺮ              | -                   | -                   | rāʾ    | r                                      | [r]                           |
| 21    | ﺵ     | 0634 ش          | FEB5 ﺵ              | FEB6 ﺶ              | FEB8 ﺸ              | FEB7 ﺷ              | šīn    | š                                      | [ʃ]                           |
| 22    | ﺕ     | 062A ت          | FE95 ﺕ              | FE96 ﺖ              | FE98 ﺘ              | FE97 ﺗ              | tāʾ    | t                                      | [t]                           |
| 23    | ﺙ     | 062B ث          | FE99 ﺙ              | FE9A ﺚ              | FE9C ﺜ              | FE9B ﺛ              | ṯāʾ    | ṯ                                      | [θ]                           |
| 24    | ﺥ     | 062E خ          | FEA5 ﺥ              | FEA6 ﺦ              | FEA8 ﺨ              | FEA7 ﺧ              | ḫāʾ    | ḫ (también ẖ, en castellano a veces j) | [x]                           |
| 25    | ﺫ     | 0630 ذ          | FEAB ﺫ              | FEAC ﺬ              | -                   | -                   | ḏāl    | ḏ (también ð)                          | [ð]                           |
| 26    | ﺽ     | 0636 ض          | FEBD ﺽ              | FEBE ﺾ              | FEC0 ﻀ              | FEBF ﺿ              | ḍād    | ḍ                                      | [dˁ]                          |
| 27    | ﻅ     | 0638 ظ          | FEC5 ﻅ              | FEC6 ﻆ              | FEC8 ﻈ              | FEC7 ﻇ              | ẓāʾ    | ẓ                                      | [ðˁ]                          |
| 28    | ﻍ     | 063A غ          | FECD ﻍ              | FECE ﻎ              | FED0 ﻐ              | FECF ﻏ              | ġayn   | ġ                                      | [ɣ]                           |

Además de las transcripciones tradicionales de la tabla de arriba, hay diversos otros sistemas adaptados a cada lengua, o bien de tipo SAMPA, en las que por ejemplo ح se transcribe como 7, ع como 3, etc.

#### Lectura
El alfabeto de uso más común actualmente, llamado hiŷā'ī (هِجَائِي) o alifbā'ī (أَلِفْبَائِي), agrupa las letras por similitud gráfica. Muchos grafemas tienen un mismo trazo básico y se distinguen entre sí gracias a unos puntos situados encima o debajo del trazo. Estos puntos se incorporaron en la época de la expansión islámica. Hasta entonces, la escritura se utilizaba poco y frecuentemente como una especie de taquigrafía de uso personal para elaborar registros, contratos, albaranes, etc. Las necesidades ligadas a la administración del nuevo Estado islámico, así como a la correcta transmisión del Corán hicieron necesario el perfeccionamiento del sistema de escritura. Las letras representan consonantes o vocales largas. En caso de necesidad pueden utilizarse unos signos diacríticos adicionales para representar las vocales breves. Dichos signos se usan sobre todo en textos didácticos y en escritos cuya correcta vocalización se considera especialmente importante, como el Corán. De hecho, se inventaron precisamente para asegurar la correcta transmisión del libro sagrado, sobre todo entre musulmanes no árabes.
En caso de que no se utilicen los diacríticos vocálicos, que es el caso en la mayoría de los textos, para una correcta lectura el lector debe conocer la palabra o bien deducir su vocalización por su morfología y por el contexto. Esta es una característica común a todas las escrituras alfabéticas semíticas. Ejemplos:
- La palabra KTB (كتب) puede leerse kataba (él escribió), kutiba (fue escrito) o kutub (libros). Será el contexto el que dé las pistas para la correcta lectura.
- La palabra 'STKTB (استكتب) solo puede leerse istaktaba (él pidió a alguien que escribiera), porque es la única vocalización posible de acuerdo con las reglas de la morfología para palabras con la forma 'ST123 (donde los números indican las tres consonantes de la raíz de la palabra, en este caso KTB, "escribir").

Las vocales largas pueden deducirse de la presencia de las semiconsonantes ي (Y) y و (W), que por lo general aparecen unidas a las vocales breves i y u para dar las correspondientes largas, y por el signo álif ( ا ), que generalmente representa la vocal a larga, aunque en inicio de palabra puede representar cualquier vocal.
Salvo contadísimas excepciones, a cada grafema corresponde un fonema, esto es, no existen letras mudas ni letras que en determinadas posiciones, o unidas a otras, tengan un valor distinto al que les corresponde en principio. 
En los dialectos árabes hablados, algunas letras tienen varios valores diferentes al que tienen en árabe clásico. Muchas veces, estas particularidades locales de pronunciación se mantienen cuando el hablante intenta utilizar el árabe estándar, por lo que se indican en el apartado de descripción de las letras. Pero conviene aclarar que el árabe estándar tiene una pronunciación estándar, que es la que se enseña en las escuelas y que se considera universalmente como la mejor. Así pues, a pesar de que muchos egipcios pronunciarán [ʔalbek] en lugar de [qalbuk] cuando hablan en su casa, cualquier locutor árabe de televisión, ya sea egipcio o de otro país, pronunciará siempre la letra qaf como una oclusiva uvular.

#### Las letras

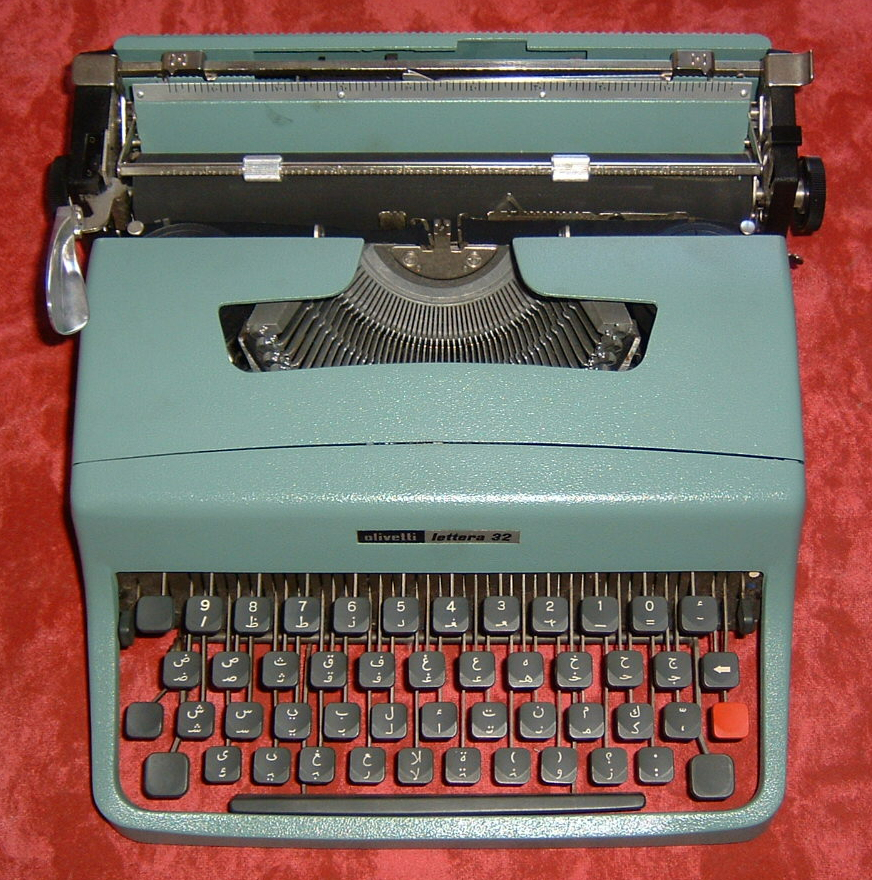
Máquina de escribir con teclado árabe.

En la escritura árabe las letras de la misma palabra se escriben siempre ligadas entre sí, salvo 6 letras que no pueden conectarse con la letra siguiente (aunque sí con la anterior), lo que obliga a dejar un pequeño espacio de separación; estas 6 letras que no conectan son: alif (ا), dāl (د), ḏāl (ذ), rā' (ر), zāy (ز) y wāu (و).
- Álif (ا): No tiene un sonido determinado. Puede servir de soporte a una vocal inicial, a una hamza, representar una vocal a larga, o servir como distintivo ortográfico para ciertos finales. No se une a la letra siguiente (aunque sí a la anterior) y solo tiene una forma, la de trazo vertical.
- Ba' (ب): Es un simple trazo horizontal con un punto debajo. Es el sonido /b/ en español a principio de palabra. Se lee como la letra b en barco.
- Ta' (ت): Se escribe como la anterior pero con dos puntos encima y no tiene punto debajo. Suena como la t española en atar.
- Tha' (ث): Representa el sonido de una consonante fricativa dental sorda ([θ]), como el de la z de la mayor parte de España peninsular en rezar, zona, o como el sonido inglés th de think. En ciertos dialectos, como por ejemplo el marroquí, suele pronunciarse igual que la ta'. Se escribe como las dos anteriores pero con tres puntos encima.
- Ğim o Ŷim (ج): Suena como la j francesa o, más fuerte, como la j inglesa. Se dibuja como una ceja con un punto inferior, con un trazo final semicircular si va en posición final o aislada. En el dialecto egipcio y otras variedades locales se pronuncia como la g oclusiva en engañar.
- Ḥa' (ح): Se escribe en todo igual a la letra anterior pero sin el punto inferior. Representa un sonido inexistente en la mayoría de los dialectos del español, una aspiración realizada en la faringe, que produce una impresión sonora intermedia entre una [h] y una [x].
- Ḫa' (a veces en castellano Ja') (خ): Se escribe igual que las dos anteriores pero con el punto encima de la letra y no en su interior. Representa el sonido de la letra j del español en su realización fuerte ([x]) como en Juan, Jorge y Jaime, aunque suele pronunciarse algo más fuerte en árabe.
- Dal (د): Representa el sonido d español a principio de palabra, como en la primera d de deuda. No se une con la letra siguiente y solo tiene una forma.
- Ḏal (ذ): Representa el sonido parecido al de la segunda d de deuda en castellano, o la th inglesa en this. Se escribe en todo igual que la letra anterior (dal) pero con un punto encima; como esta tampoco se une con la letra que la sigue. Se pronuncia frecuentemente como la zay o como la dal en árabe hablado.
- Ra' (ر): Representa el sonido r en cara. Tiene la forma de un sencillo trazo descendente. No se une con la letra siguiente y solo tiene una forma.
- Zay (ز): Se escribe igual que la anterior pero con un punto encima. Su sonido es el de una s sonora, como la z inglesa en zoo, francesa "Zéro" o "maiSon" o el alófono de s en la palabra desde en su pronunciación no aspirada. No se une con la letra siguiente.
- Sin (س): Representa el sonido de s. Su trazo principal es de dos valles, teniendo un trazo final hacia abajo en caso de posición final o aislada.
- Shin (ش): Representa el sonido de x catalana, sh inglesa, sch alemana, sci italiana, o ch francesa y portuguesa. Se escribe igual que la anterior pero con tres puntos encima.
- Ṣad (ص): Es un sonido similar a la s pero pronunciado de un modo especial, que se denomina enfático. Estas letras enfáticas se pronuncian con la parte posterior de la lengua algo más levantada de lo normal, lo que modifica el timbre de las vocales del entorno oscureciéndolas un poco, e incluso afecta a otras consonantes del entorno.
- Ḍad (ض): Su sonido es una d enfática. Es en su forma igual a la letra anterior pero con un punto encima. La lengua árabe se llamó la lengua de la Ḍad, pues tradicionalmente se pensó que este sonido era exclusivo del árabe, aunque en realidad se da también en otras lenguas poco conocidas.
- Ṭa' (ط): Su sonido es una t enfática absolutamente sorda. Solo tiene una forma.
- Ẓa' (ظ): Su sonido es una d fricativa enfática o bien s sonora enfática; este sonido ha desaparecido de la mayoría de los dialectos hablados actuales. Es un fonema interdental que se realiza colocando la lengua entre los dientes y pronunciando una d, pero además haciéndola enfática. Es en su forma igual a la letra anterior, pero con un punto encima. En los dialectos del Magreb suele pronunciarse como la ḍad.
- ʿayn (ع): No tiene equivalente en castellano. Es un sonido fricativo faríngeo sonoro producido por constricción de la faringe.
- Ġayn (غ): No existe este sonido en castellano, pues aunque es un sonido parecido a la g en agotado, es mucho más fuerte (fricativo y no aproximante). Se parece a la r gutural francesa. Tiene igual forma que la letra anterior pero con un punto encima.
- Fa' (ف): Suena como f. Se representa con un pequeño anillo con un punto encima, con un trazo final hacia delante para la posición final o aislada. En el Magreb todavía se pueden encontrar en escritos del siglo XIX y XX la letra fa' con el punto debajo de la letra ( ڥ ) representando el signo ﻒ la qaf.
- Qaf (ق): Se podría aproximar a una k en español pronunciada en la úvula. Su escritura es igual a la anterior, con dos puntos en lugar de uno, salvo por el trazo final cuando lo tiene, que se hace por debajo del renglón. En muchos dialectos se pronuncia con el sonido del ataque vocal oclusivo de la hamza, y en otros como una qaf sonora [ɢ] o una g oclusiva [g].
- Kaf (ك): Sonido de c en casa o k en kilo. Tiene dos formas distintas opcionales cuando está en posición final.
- Lam (ل): Representa el sonido l. Se escribe como un trazo vertical, y se diferencia de la álif en que la lam sí se une con la siguiente. Cuando la sigue una álif, forma obligatoriamente la ligadura لا, denominada lam-álif.
- Mim (م): Sonido m.
- Nun (ن): Sonido n. En principio e interior de palabra se escribe como el grupo de la ba, ta' y ṯa', diferenciándose solo por tener un punto encima; en cambio las formas final y aislada salen por debajo del renglón.
- Ha' (ه): Sonido aspirado suave, como la pronunciación de j de las regiones del sur de España y en la zona caribeña, o la h aspirada inglesa y alemana. Sus formas según sea inicial, media, final o aislada son notablemente distintas. Junto con los dos puntos de la ta' forma la tāʾ marbūṭa (ة), que en árabe generalmente indica el género femenino.
- Waw (و): Solo tiene una forma y no se une con la letra siguiente. Como consonante representa una semivocal como la u en hueso; puede servir para denotar una vocal u larga o de soporte para la hamza.
- Ya' (ي): Se escribe como ba, ta', ṯa' y nun en posición inicial e interior, pero tiene forma propia si es aislada o final. Como consonante representa una semiconsonante como la i en tierra; como vocal, denota i larga, o puede servir como soporte para la hamza. Posee la variante ى, que se llama álif maqsura y se utiliza como terminación; se pronuncia entonces como una a larga.

#### Grafemas auxiliares

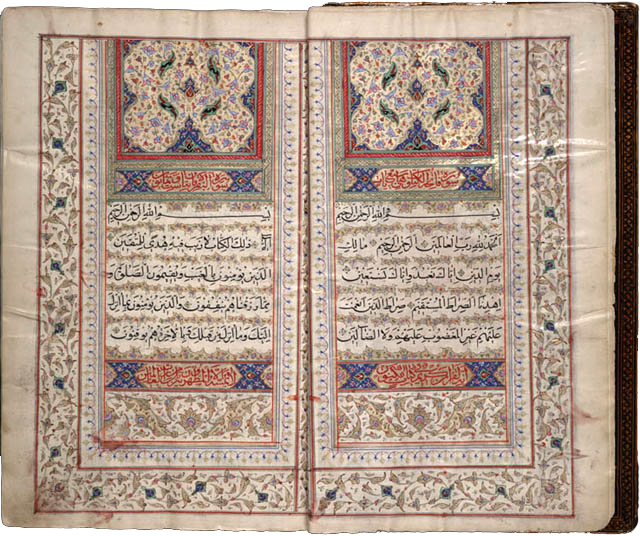
Páginas del Corán, los diacríticos sirven para transcribir todos los sonidos y así evitar malinterpretaciones

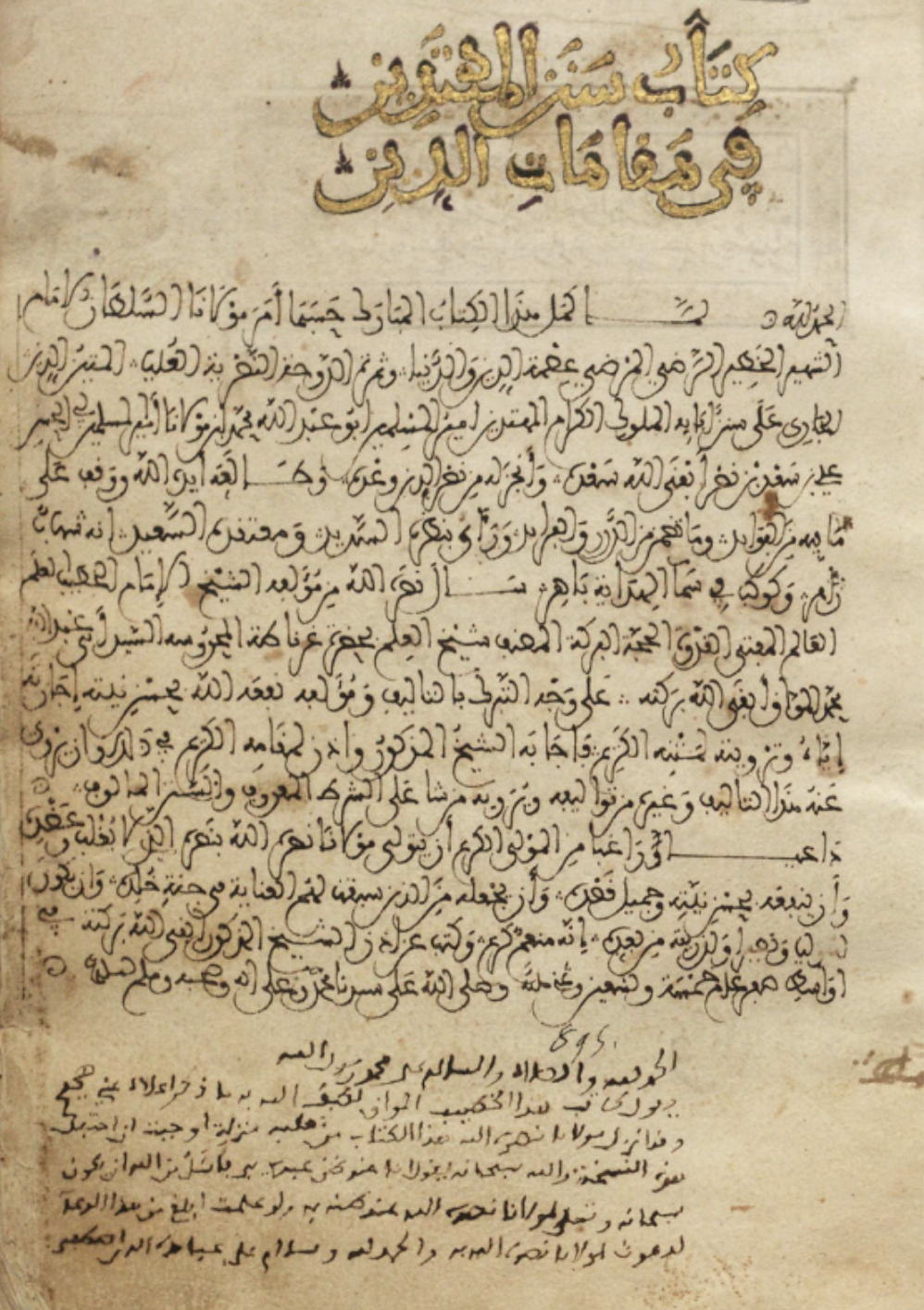
Documento legal del 1490 dirigido al último rey de Granada, Boabdil El Chico. Colección de El Escorial (№1527)

- Hamza (ء): es un grafema auxiliar del alfabeto árabe, híbrido entre letra y diacrítico; denota lo que se denomina un 'ataque vocálico' o un 'alto glotal', un sonido glotal oclusivo similar al que pueden hacer los españoles al decir "mira a Ana", si queremos separar los sonidos a entre las tres palabras para que se entienda bien. Esas pequeñas pausas son golpes glotales similares a la hamza. Dependiendo de su situación en la palabra, aparecerá sin soporte, o montada sobre una álif una waw o una ya'. En árabe hablado suele desaparecer.[3]
- Shádda ( ّ ): indica la geminación o cantidad larga de la consonante sobre la que va escrito.[3]
- Tanwin ( ً ٍ ٌ ): consiste en la adición de una nun final a un sustantivo o adjetivo que generalmente indica que es totalmente declinable y sintácticamente indeterminado. No obstante, ciertos nombres propios, que son semánticamente sustantivos definidos, parten de sustantivos originalmente indeterminados y por tanto conservan la nunación. Ej.: مُحَمَّدٌ, Muḥammadun, «Mahoma».[3]

Vocales breves:
- Fatḥah ⟨فَتْحَة⟩ : es una pequeña línea diagonal puesta sobre una letra, y representa una vocal corta y baja, similar a [a]. La palabra fatḥah significa abertura y se refiere a la mayor apertura de la boca al producir esta vocal. Ejemplo con la consonante dāl: ⟨دَ⟩ /da/.
- Kasrah ⟨كَسْرَة⟩ : es una línea diagonal similar a la fatḥah pero situada bajo la letra en vez de sobre ella. La palabra kasrah significa ruptura. Este signo representa una vocal corta, anterior y alta, similar a [i]. Ejemplo con la consonante dāl: ⟨دِ⟩ /di/.
- Ḍammah ⟨ضَمَّة⟩ : es un pequeño diacrítico en forma de lazo similar a la letra wāw, puesto encima de una letra; representa una vocal corta, posterior y alta, similar a [u]. Ejemplo con la consonante dāl: ⟨دُ⟩ /du/.

| Numerales orientales | Numerales orientales | Occidentales |
| Árabes               | Persas               | Equivalencia |
| -------------------- | -------------------- | ------------ |
| ٠                    | ۰                    | 0            |
| ١                    | ۱                    | 1            |
| ٢                    | ۲                    | 2            |
| ٣                    | ۳                    | 3            |
| ٤                    | ۴                    | 4            |
| ٥                    | ۵                    | 5            |
| ٦                    | ۶                    | 6            |
| ٧                    | ۷                    | 7            |
| ٨                    | ۸                    | 8            |
| ٩                    | ۹                    | 9            |

#### Grafías especiales
- Lam-alif (لا): ligadura formada por lam seguida de alif.[3] Si en una palabra aparecen esas dos letras en ese orden, es obligatorio representarlas con ligadura.
- tāʾ marbūṭa (ة): es una variante de la letra ta' que solo se utiliza al final de las palabras, denotando generalmente la terminación de femenino. En árabe moderno representa el sonido final /-a/ y, cuando está en estado constructo, /-at/.[3]
- alif maqṣūra (ى): variante de la alif que aparece en ciertas palabras, siempre al final.
- alif madda (آ): equivale a un alif con hamza pero representa una vocal larga y no corta.

## Propuesta de reforma de la escritura
En cualquier caso, la lectura exige cierto grado de comprensión del texto y de conocimiento de la gramática. Por esta razón, un reducido grupo de académicos propuso en los años 1920 adoptar el alfabeto latino, tal y como había hecho Turquía, argumentando que «otros pueblos leen para comprender; nosotros debemos comprender para poder leer». Este fue reincorporado oficialmente por el gobierno turco en el año 2014, pero solo para el ámbito confesional. La propuesta se desestimó, pero permaneció abierto el debate de hasta qué punto este sistema de escritura dificultaba la alfabetización. Hoy en día se tiende más a pensar que los problemas de alfabetización son ante todo económicos y políticos, ya que no parece presentar ninguna dificultad en Israel, que tiene un sistema de escritura similar, ni en países como China o Japón, siempre que se cuente con los medios y la voluntad política necesarios de cada individuo.

## Numerales árabes
Hay tres tipos de numerales en la escritura árabe; por un lado están los numerales orientales, divididos en árabes, que se usan en todo el Máshrek, y persas, usados en la escritura árabe de Irán, Pakistán e India. Por otro lado están los llamados números arábigos, de uso común en la mayor parte del mundo, que se usan en los países del Magreb. Todos proceden de la India, en diferentes épocas.